# Xaveer de Geyter
Xaveer de Geyter (Doornik, 7 november 1957) is een Belgisch architect en stedenbouwkundige.

## Levensloop
Al in 1983, terwijl hij nog studeerde, werkte De Geyter samen met Rem Koolhaas voor de OMA, waar hij bijdroeg aan projecten zoals het wedstrijdontwerp voor de Sea Terminal in Zeebrugge (1989). De Geyters eigen praktijk (vanaf 1988) is een voortzetting van de thema's die de OMA onderzoekt, zoals blijkt uit zijn bijdragen aan het Euralille-project in Rijsel. Na een inzending aan een wedstrijd voor het Brussels Europakruispunt (1983, i.s.m. Willem Jan Neutelings, Stéphane Beel en Arjan Karssenberg als "Team Hoogpoort") realiseerde hij verschillende bescheiden ontwerpen, zoals een eengezinswoning in Brasschaat (1990-92). De Geyter onderscheidde zich met tal van opmerkelijke wedstrijdontwerpen, onder andere een nieuw ontwerp voor het Europakruispunt (1998), een project voor Museum aan de Stroom (MAS) in Antwerpen (2000) en stedenbouwkundige studies (stationsomgeving de Dampoort in Gent, 1998, en de zogenaamde Vlaamse Ruit, 2001). In 2000 won hij samen met Stéphane Beel een wedstrijd voor de Universiteit Gent. Hiervan werden het gebouw van de faculteit Toegepaste Economische Wetenschappen in de Tweekerkenstraat en het UFO (universiteitsforum) opgeleverd in respectievelijk 2006 en 2009. Daarnaast realiseerde hij vijf woontorens in Breda binnen een masterplan van de OMA (2002). De Geyter ontwierp eveneens campus Verversdijk van het Europacollege in Brugge, die afgewerkt werd in 2005.

### Prijzen
De Geyter won in 2003 een wedstrijd voor de uitbreiding van de campus van hotelschool COOVI-Elishout in Anderlecht, aan de Brusselse Ring (opgeleverd 2011). In 2004 won hij ook de internationale wedstrijd voor het Europees Octrooibureau in Den Haag. In 2006 won De Geyter de wedstrijd voor de heraanleg van het Rogierplein in Brussel, met onder meer een stalen luifel van 60 meter in diameter. In 2007 won hij de wedstrijd voor het nieuwe commissariaat van de lokale en federale politie in Kortrijk. In 2015 won hij de Vlaamse cultuurprijs voor architectuur.

## Fotogalerij
Fotogalerij met de werken van Xaveer de Geyter

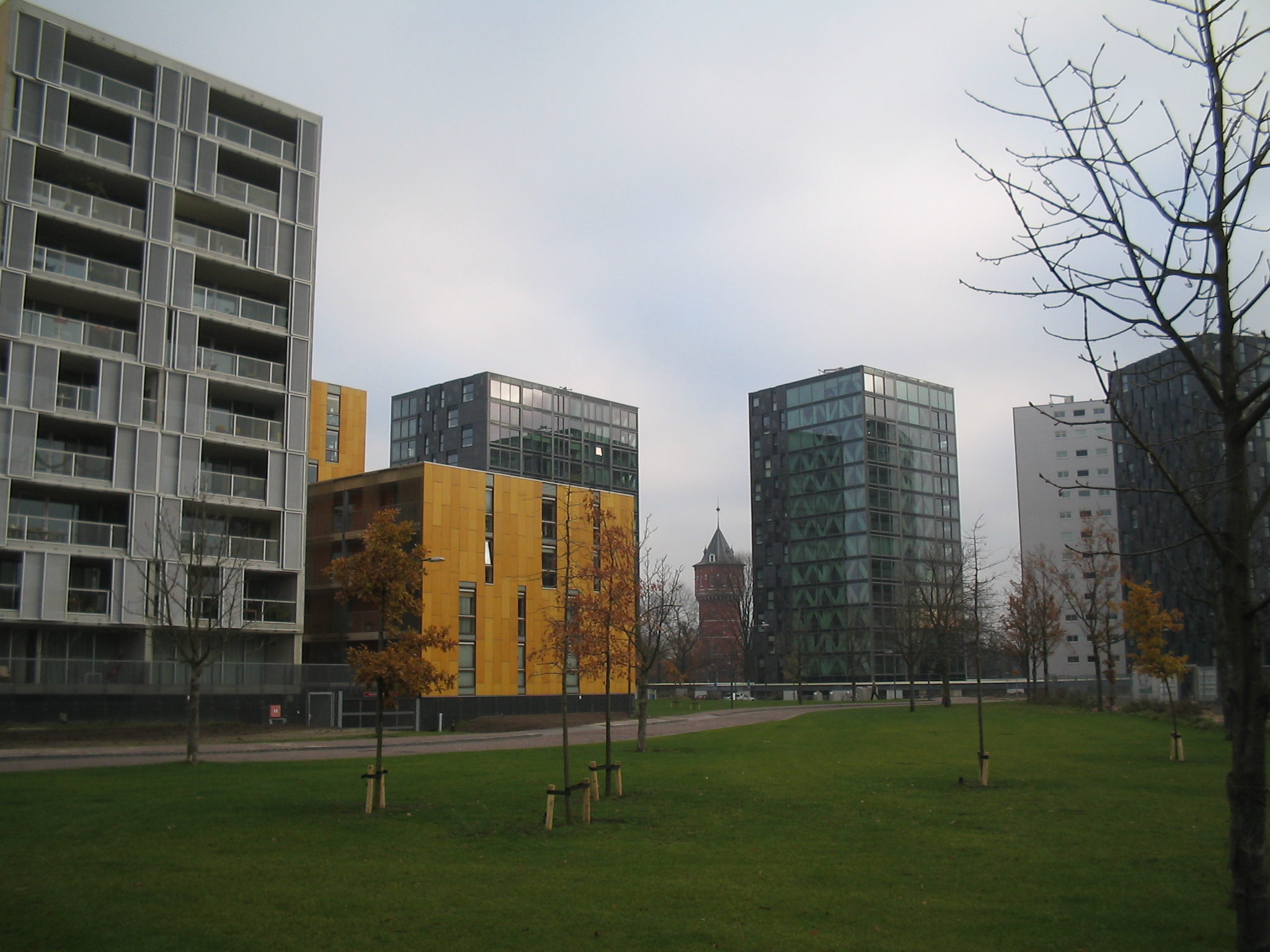
2001 - Appartementen Chassé Park Breda
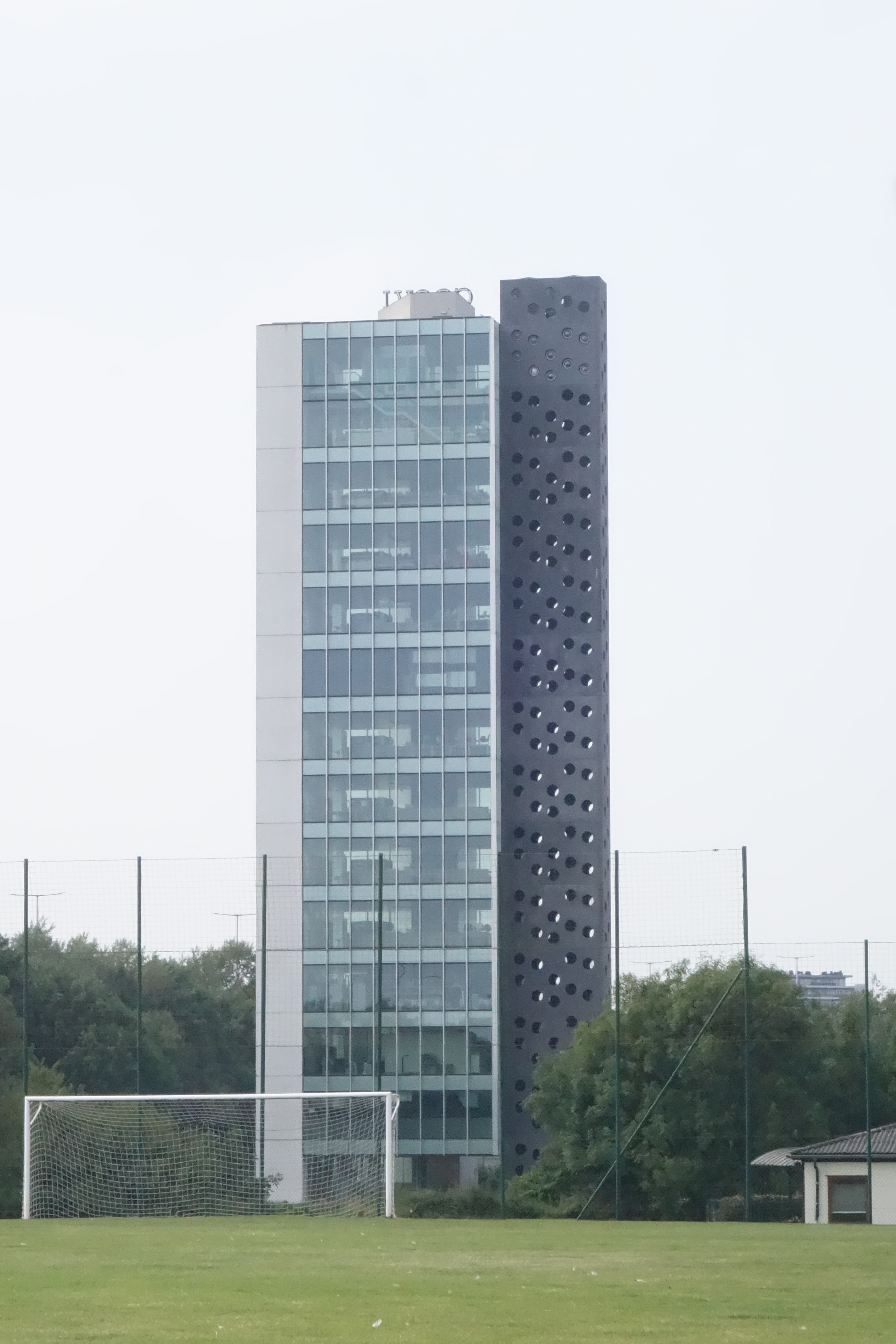
2011 - COOVI-toren Anderlecht
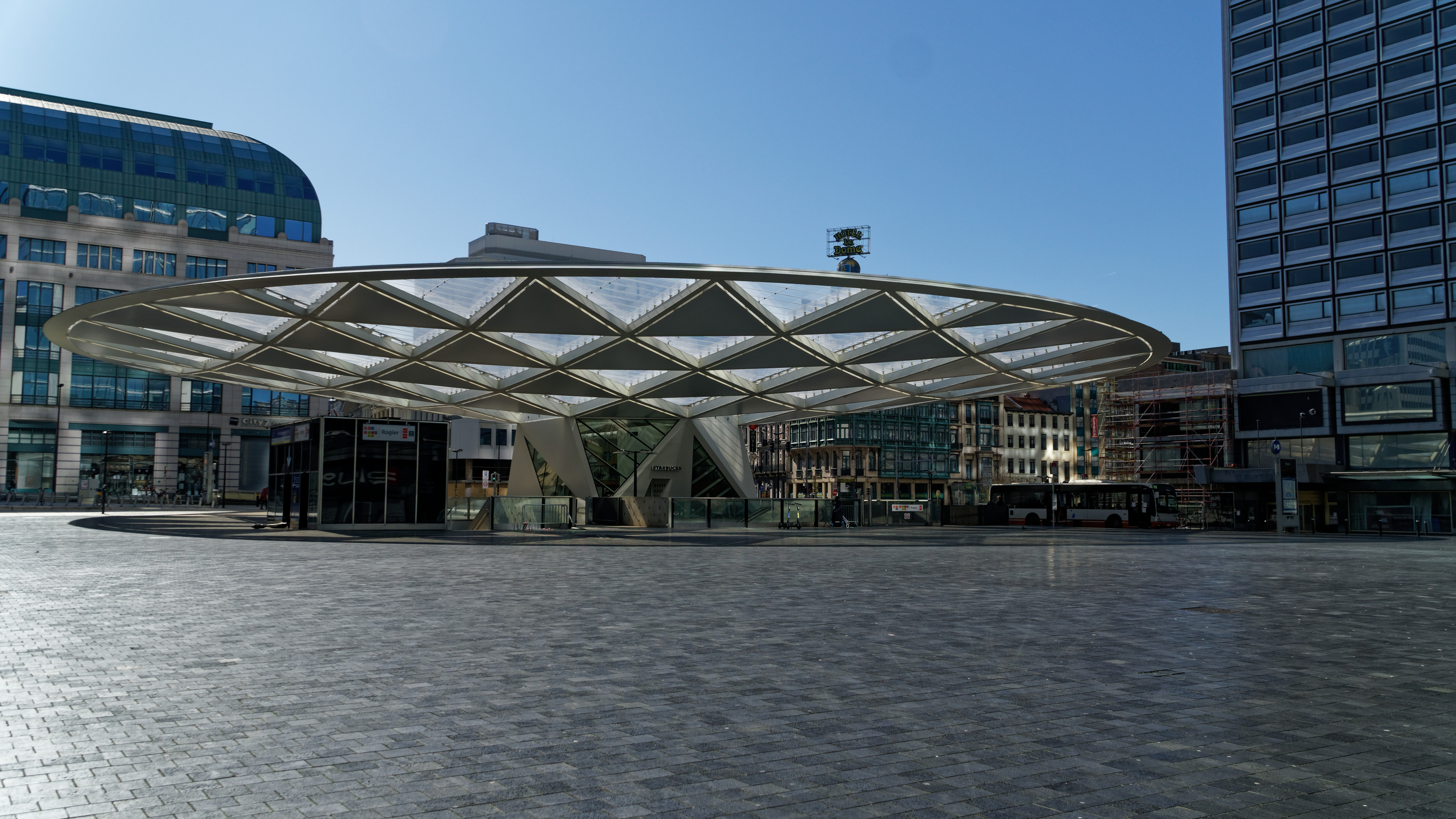
2015 - Rogierplein Brussel
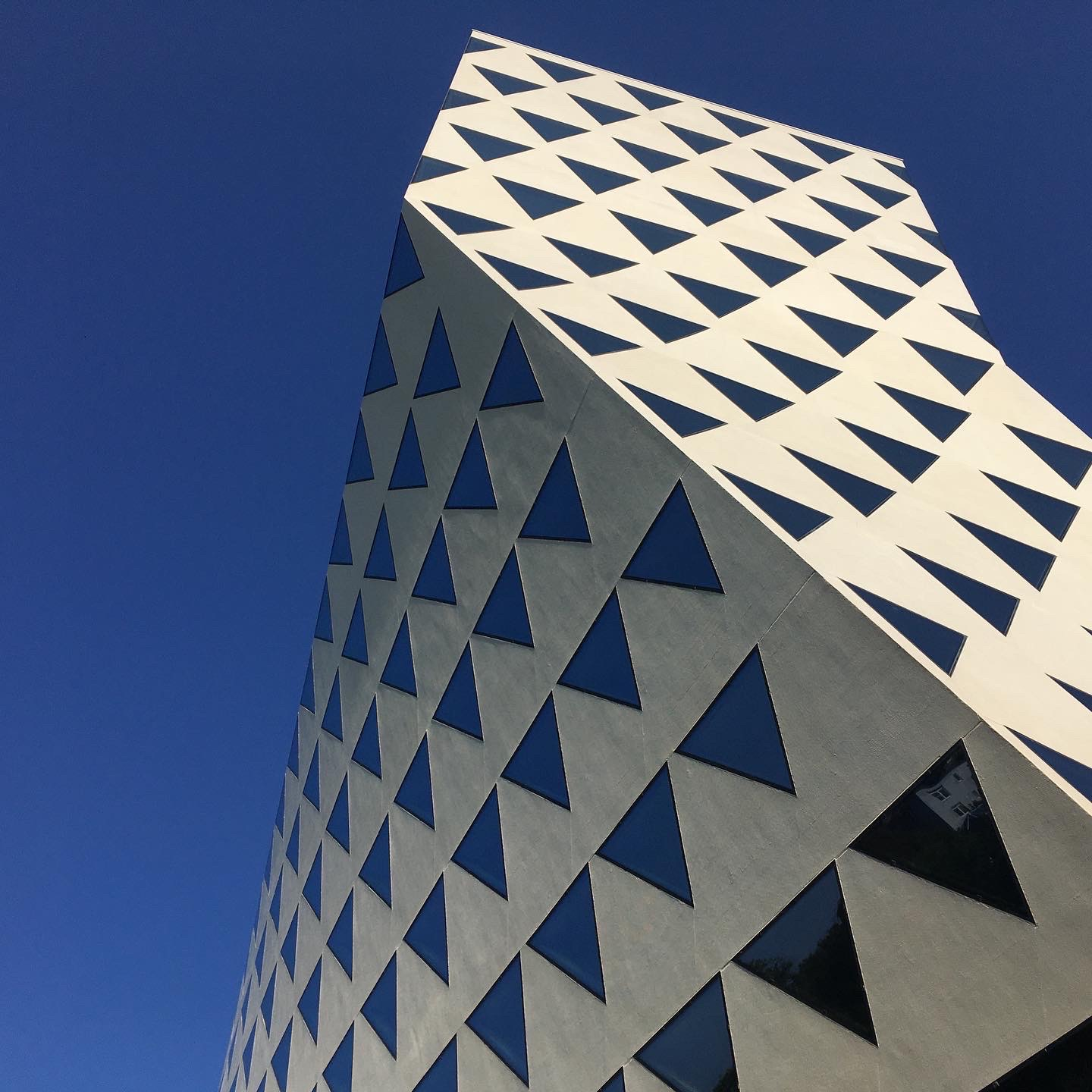
2019 - Provinciehuis Antwerpen